# Municipio de Oliver (Arkansas)
El municipio de Oliver (en inglés: Oliver Township) es un municipio ubicado en el condado de Scott en el estado estadounidense de Arkansas. En el año 2010 tenía una población de 59 habitantes y una densidad poblacional de 1,03 personas por km².

## Geografía
El municipio de Oliver se encuentra ubicado en las coordenadas 34°54′10″N 94°15′19″O / 34.90278, -94.25528. Según la Oficina del Censo de los Estados Unidos, el municipio tiene una superficie total de 57.17 km², de la cual 55,18 km² corresponden a tierra firme y (3,47 %) 1,98 km² es agua.

## Demografía
Según el censo de 2010, había 59 personas residiendo en el municipio de Oliver. La densidad de población era de 1,03 hab./km². De los 59 habitantes, el municipio de Oliver estaba compuesto por el 86,44 % blancos, el 8,47 % eran afroamericanos, el 5,08 % eran amerindios. Del total de la población el 0 % eran hispanos o latinos de cualquier raza.